# Jaime Jordán de Urríes
Jaime Jordán de Urríes Fernández (Oviedo, Asturias, España, 2 de febrero de 1977) es un exfutbolista español que se desempeñaba como centrocampista.

## Clubes
| Club                  | País   | Año       |
| --------------------- | ------ | --------- |
| Real Oviedo "B"       | España | 1996-1998 |
| Real Oviedo           | España | 1998-2003 |
| U. D. Salamanca       | España | 2003-2005 |
| S. D. Eibar           | España | 2005-2007 |
| Astur C. F.           | España | 2007-2008 |
| Club Marino de Luanco | España | 2008-2009 |